# カルロ・マルゴッティーニ (フリゲート・2代)
カルロ・マルゴッティーニ（イタリア語：Carlo Margottini, F 592）は、イタリア海軍が採用したFREMM計画のカルロ・ベルガミーニ級フリゲート (2代)の3番艦。同級のなかでは対潜型として建造される。艦名は第二次世界大戦初期に戦死したカルロ・マルゴッティーニ海軍大佐（it:Carlo Margottini）に由来し、この名を受け継いだイタリアの艦艇としては2代目にあたる。

## 艦歴
「カルロ・マルゴッティーニ」は、フィンカンティエリ社のリヴァ・トリゴソ造船所で2010年4月21日に起工し、2013年6月29日に進水、2014年2月27日に就役する。進水式では国防大臣ロベルタ・ピノッティ（it:Roberta Pinotti）と国防参謀総長ルイージ・ベネリ・マンテリ海軍大将（Luigi Binelli Mantelli）および海軍参謀総長ジュゼッペ・デ・ジョルジ海軍大将（it:Giuseppe De Giorgi）が臨席の下で挙行され、ラ・スペツィアに母港を置く。
2014年2月27日の就役以来、第2海軍グループに属している。